# チランジア・カプトメドゥーサエ
チランジア・カプトメドゥーサエ Tillandsia caput-medusae E. Morr. はパイナップル科の植物の1つで、いわゆるエアプランツの1つ。壺形で鱗片が多く、紐型の葉が曲がりくねる。

## 特徴
着生植物で茎は伸びないが、高さは15-20cm、時に40cmに達する。葉は紐状で幅5mm以下、先端は尖り、緑白色の鱗片で一面に覆われており、全体に内巻き、外巻き、あるいはよじれたりねじれたりと様々な形を取り、決してまっすぐには伸びない。葉鞘は広卵形から楕円形で膨らみ、それが互いに重なって徳利状の偽鱗茎を形成している。
花茎は細く、直立するかやや斜めに伸び上がる。花茎苞は葉状で深い瓦重ね状に配置する。穂状花序は単独に生じるか、または2-6個が掌状につく。個々の穂状花序は線状披針形で長さは18cmほど、先が尖り、12-14の花を含み、まっすぐに立つか、あるいはやや曲がる。花軸はほぼまっすぐに伸び、細くて稜があり、無毛。花苞はややまっすぐな形で先端が鈍く尖った卵状披針形で長さ2cm、紙質で緑か、あるいは赤や淡紅色に色づく。花にはほとんど柄はなく、萼片は長楕円形で先が鈍く尖り、毛はない。花弁はまっすぐで線形、すみれ色を呈し、長さ3-4cm。雄蘂は花弁より先へ突き出る。
蒴果は細い円柱形で長さ3-4cm。
種小名は「メデューサの頭」の意で、その姿が髪の毛が蛇であるギリシャ神話の怪物を思わせるところからの命名である。チランジア亜属。

## 分布と生育環境
メキシコからコスタリカまで分布し、標高2600mまで記録がある。普通は1000-1500mくらいの高地林の樹木に着生しており、現地では下向きに生える例が多いという。
また本種は野外ではアリと共生しているとされる。

## 利用
エアープランツの1つとして栽培される。いわゆる壺形では普及しており、人気もあり、栽培も容易で花付きもよい。またよく脇芽を出してクランプ（株集団）になりやすいという。トリコームは目立つが緑葉種に含まれ、水を多めにほしがる。

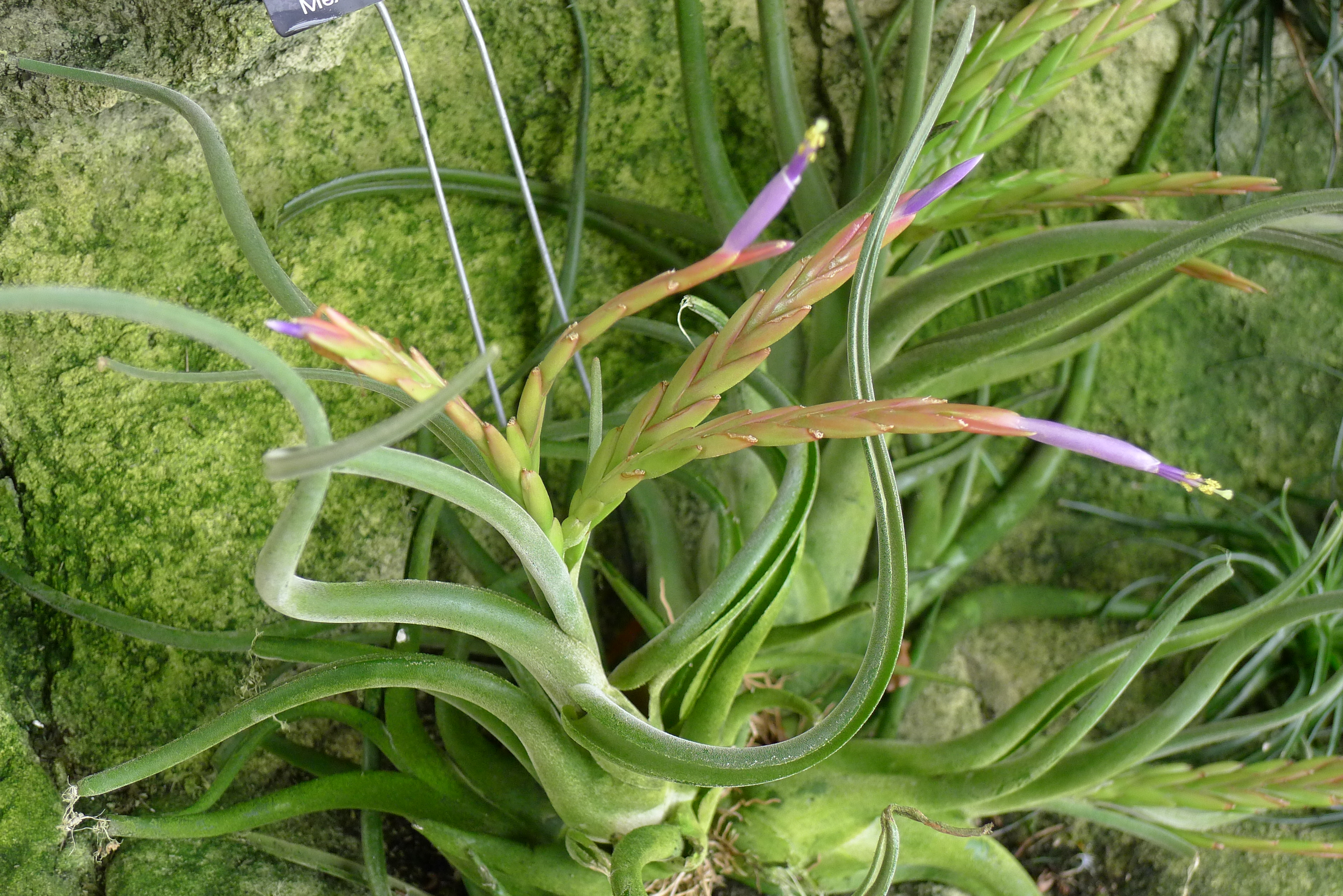
開花の様子
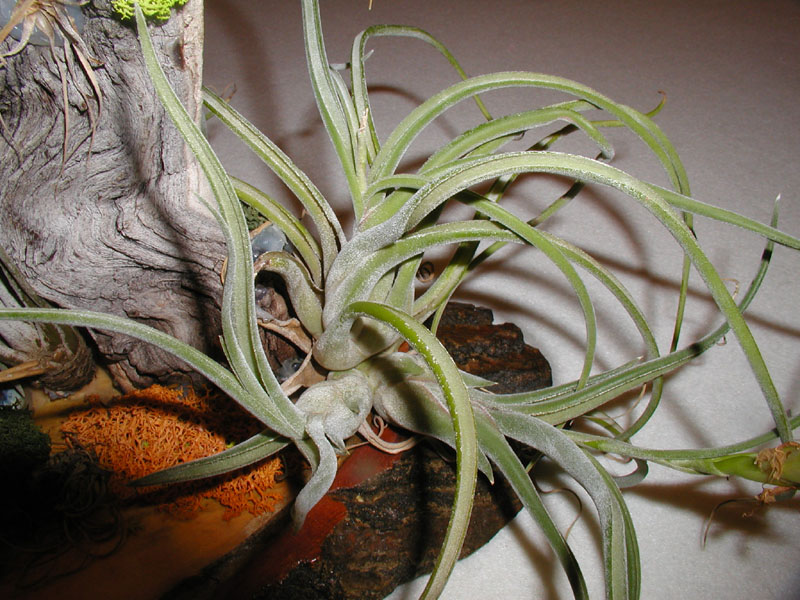
子株が出た様子